# ラシン・クラブ・デ・モンテビデオ
ラシン・クラブ・デ・モンテビデオ（西: Racing Club de Montevideo）は、ウルグアイの首都モンテビデオを本拠地とするサッカークラブ。2023シーズンからはプリメーラ・ディビシオンに所属。

## 歴史
1919年4月6日にユイトFC（Yuyito F.C.）という名前で設立され、その後近隣のストリートの名前であったグアイクルー（Guaycurú）を経て、現在の名称になった。モンテビデオの旧サン・マルティン＆グアダルーペ駅（San Martín and Guadalupe station）はモンテビデオを縦断する路面電車の終着点であり、その路面電車の色が緑と白であったことからクラブカラーも緑と白を採用した。グラウンドの前に有名なビール工場があったことから、当初はビールメーカーを意味するCervecerosの愛称で呼ばれていたが、次第にサッカーチーム単体として知名度を獲得していくとLa Academiaとしても呼ばれるようになった。
2021年、経営面で再編成されてスポーツ企業（S.A.D.）になると、2023年12月にはFCバイエルン・ミュンヘンとロサンゼルスFCの合弁会社であるレッド&ゴールドフットボールが筆頭株主になった。

## タイトル
- セグンダ・ディビシオン（1903-）：6回
  - (1923), (1929), (1930), 1955, 1958, 1974, 1989, 2007-08, 2022

※1923シーズン、1929シーズン、1930シーズンは前身大会のディビシオナル・インテルメディア

## 過去の成績

### 南米カップ戦での成績
- コパ・リベルタドーレス : 1回
  - 2010 : 2回戦敗退

## 歴代監督
- ホルヘ・ヒオルダーノ（スペイン語版） 2011.12-2012.10
- ミゲル・アンヘル・ピアッサ（スペイン語版） 2012.10-2013.01
- フアン・ラモン・テヘラ（英語版） 2013.01-2013.06
- ロサリオ・マルティネス（英語版） 2013.07-2013.12
- マウリシオ・ラリエラ（英語版） 2014.01-2014.12
- パブロ・アロンソ（スペイン語版） 2015.01-2015.04
- サンティアゴ・オストラサ 2015.04-2015.08
- ダリオ・ラロッサ（英語版） 2015.09-2015.12
- Sebastián Taramasco 2016.01-2016.05
- フリオ・コメサーニャ（英語版） 2016.07-2016.09
- Ney Morales 2016.09-2017.05
- パブロ・ペイラーノ（英語版） 2017.05-2017.12
- エルナン・ロドリゴ・ロペス 2018.01-2018.08
- フアン・ラモン・テヘラ 2018.08-2019.06
- アレハンドロ・アプド（英語版） 2019.06-2019.09
- エドゥアルド・ファバーロ（スペイン語版） 2019.09-2019.12
- グスタボ・ビスカイザック（英語版） 2020.01-2020.09
- マルティン・ガルシア（英語版） 2020.09-2020.12
- ダミアン・サンティン（英語版） 2021.03-2022.10
- グスタボ・フェルマーニ（英語版） 2022.11-2023.09
- エドゥアルド・エスピネル（英語版） 2023.09-

## 歴代所属選手
- ラディスラオ・マズルケビッチ 1960-1964
- エルナン・ロドリゴ・ロペス 2000-2001
- ルベン・ソサ 2005